# Julia Lovell
Julia Lovell (geboren 1975) ist eine britische Sinologin und Übersetzerin ins Englische.

## Leben
Julia Lovell lebte längere Zeit in China und forschte am Geschichtsinstitut der Universität Peking und Chinesischen Akademie der Sozialwissenschaften. Sie lehrte moderne chinesische Geschichte und Literatur am Queen’s College der Universität Cambridge und ist Senior Lecturer für chinesische Geschichte am Department of History, Classics and Archaeology des Birkbeck College der University of London.
Sie schreibt als freie Autorin Beiträge für The Times, The Guardian, Economist und The Times Literary Supplement. Neben einigen literarischen Übersetzungen ins Englische hat sie drei eigene Monografien vorgelegt.
Im Jahr 2008 war sie Finalistin beim Kiriyama-Preis mit ihrer Übersetzung von I love Dollars von Zhu Wen. Ihre Forschung wurde 2010 mit dem Philip Leverhulme Prize gefördert. 2012 erhielt sie in der Schweiz den Jan Michalski Preis für ihr Buch The Opium War. 2019 wurde Lovell in die British Academy gewählt, im gleichen Jahr erhielt sie für ihr Buch über Maoismus den Cundill History Prize.

## Schriften
- Maoism: A Global History. Vintage, London 2020, ISBN 978-0-09-958185-7.
  - Maoismus. Eine Weltgeschichte. Aus dem Englischen von Helmut Dierlamm und Norbert Juraschitz, Suhrkamp, Berlin 2023, ISBN 978-3-518-43116-0.
- The Opium War : drugs, dreams and the making of China. London : Picador, 2011, ISBN 978-0-330-53785-8.
- The Great Wall : China against the world, 1000 BC-AD 2000.  New York : Grove Press 2006.
  - Die Große Mauer. China gegen den Rest der Welt. 1000 v. Chr. – 2000 n. Chr. Aus dem Engl. übers. von Ursula Pesch und Heike Schlatterer. Stuttgart : Theiss, 2007, ISBN 978-3-8062-2074-2.
- The Politics of Cultural Capital : China's quest for a Nobel Prize in literature. Honolulu : University of Hawaii Press, 2006.

Übersetzungen (Auswahl)
- Lu Xun: The Real Story of Ah-Q and Other Tales of China. Übersetzung und Einführung von Julia Lovell. Cambridge : Proquest LLC, 2011.
- Zhu Wen: I Love Dollars and Other Stories of China. Übersetzung und Einführung von Julia Lovell. New York : Columbia University Press, 2007.
- Yan Lianke: Serve the People! Übersetzung von Julia Lovell. New York, NY : Black Cat, 2007.
- Han Shaogong: A Dictionary of Maqiao. Übersetzung von Julia Lovell. New York : Columbia University Press, 2003. (Gewinner des Newman Prize for Chinese Literature 2011)